# Papaipema araliae
Papaipema araliae là một loài bướm đêm trong họ Noctuidae.